# Josip Birsa
Josip Birsa, slovenski matematik in časnikar, * 18. november 1893, Gorica, † 25. april 1957, Trst.

## Življenje in delo
Rodil se je v družini goriškega gostilničarja Petra Birse. V rojstnem kraju je obiskoval ljudsko šolo in gimnazijo (1902-1912). Študiral je matematiko in filozofijo na Dunaju. Študij je med 1. svetovno vojno nadaljeval v Zürichu. Po vojni pa je leta 1922 doktoriral s tezo o logizmu na Univerzi v Zagrebu. Še preden je končal študij je bil po povratku iz Švice suplent na gimnaziji v Kočevju. Po končanem študiju pa postal novinar pri dnevniku Jugoslavija (1922), stopil nato v uredništvo Slovenskega naroda in bil od 1925 pri časopisu Jutro, tu je ostal do oktobra 1929. Nato je v Ljubljani prevzel uredništvo ljubljanske podružnice jugoslovanske tiskovne agencije Avala. Decembra 1937 se je umaknil v zasebno življenje. Po 2. svetovni vojni je živel v Gorici, kjer je delal pri Okrožnem narodnoosvobodilnem svetu za Goriško in sodeloval pri zbiranju gradiva za 
mednarodno mirovno konferenco v Parizu. Kasneje je živel v Kopru, nazadnje pa je bil profesor na slovenskih strokovnih šolah v Trstu. 
Birsa je že kot dijak sodeloval pri urejanju revije Naši zapiski v Gorici (Naši zapiski, socialna revja, izhajala 1902/1903 v Ljubljani in Gorici), kasneje pa je kot novinar pisal o političnih in kulturnih vprašanjih, posvetil se je zlasti glasbeni kritiki. Leta 1927 je pred volitvami napisal brošuro Dejanja govore, po 2. svetovni vojni pa je skupaj z Andrejem Budalom uredil Trinkov zbornik (COBISS)
Pri tiskovni agenciji Avala pa je leta 1931 uvedel radijsko oddajanje vesti.